# Качини (народ)
Вижте пояснителната страница за други значения на Качини.
Качините са етническа група, която обитава най-северния щат Качин на Мианмар и съседната провинция Юннан в югозападен Китай, както и Аруначал Прадеш, Асам в североизточна Индия. В региона живеят общо около един милион качини. Терминът „качини“ често се използва взаимозаменяемо с основното подмножество, наричано дзинпо в Китай, където е една от 56-те официално признати етнически групи.
Езикът дзинпо има различни диалекти, но е общ за много от качините. Създаден е в края на деветнадесети век с основа латиницата, впоследствие е разработена версия на основата на бирмански език.